# 샘 화이트록
새뮤얼 로런스 화이트록(영어: Samuel Lawrence Whitelock, 1988년 10월 12일~)은 뉴질랜드의 럭비 유니언 선수로 포지션은 록이다. 현재 프랑스 톱 14의 섹시옹 팔루아즈 팀 소속으로 뛰고 있다.
2010년에 뉴질랜드 대표팀에 발탁되어 역대 최연소이자 가장 빨리 테스트 매치(국제 경기) 100회 출전 기록을 달성한 선수이다. 그는 2023년에 국가대표에서 은퇴할 때까지 148경기 출전하였으며 이는 역대 럭비 유니언 테스트 매치 출전 순위 2위에 해당하는 기록이다. 또한 국제 경기에서 브로디 레탈릭과의 조합으로 잘 알려져 있으며 2012년부터 2023년까지 50회 이상 동반으로 출전했다. 그는 2011년과 2015년 럭비 월드컵 우승의 핵심이었으며 월드컵 2회 우승을 달성한 43명의 선수 중 한 명이다.
형인 조지와 애덤, 동생인 루크도 프로 럭비 선수이다.